# 勞力士潛水錶

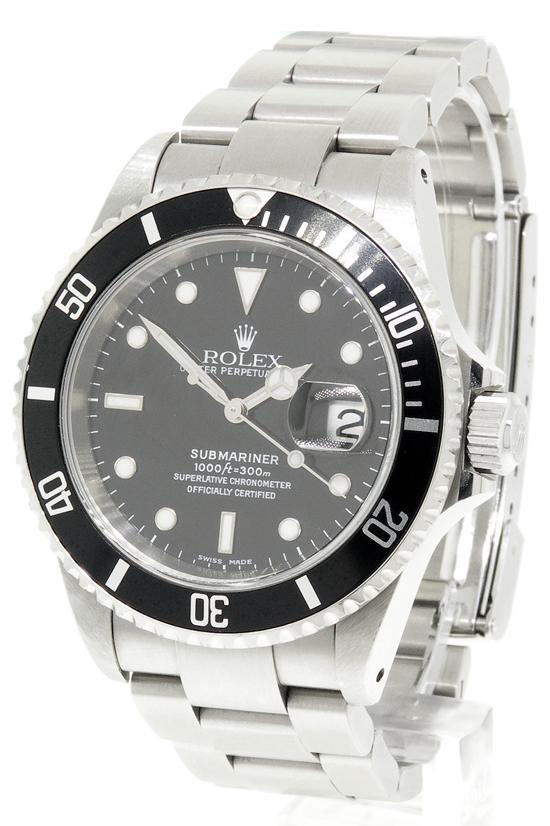
一款勞力士潛水錶，型號16610，防水深度為300公尺

勞力士蠔式潛水錶（英語：Rolex Oyster Perpetual Submariner）是勞力士生產的一款為潛水用途設計的運動型手錶，臺灣與香港俗稱水鬼，以耐水和耐腐蝕性能而著稱。第一款潛水錶在1954年的巴塞爾國際鐘錶珠寶展上對公眾展示。這也是第一款防水深度達到100公尺的潛水錶。勞力士潛水錶被視為是「手錶中的經典」，由世界最著名的奢侈品品牌之一出品。由於勞力士潛水錶人氣極高，有眾多著名錶匠製作過致敬款，亦有大量違法贋品。勞力士潛水錶是勞力士蠔式精髓系列的產品之一。
現在勞力士潛水錶和潛水錶日誌型使用勞力士3230和3235機芯，配備夜光時標，防水深度達300公尺。

## 歷史

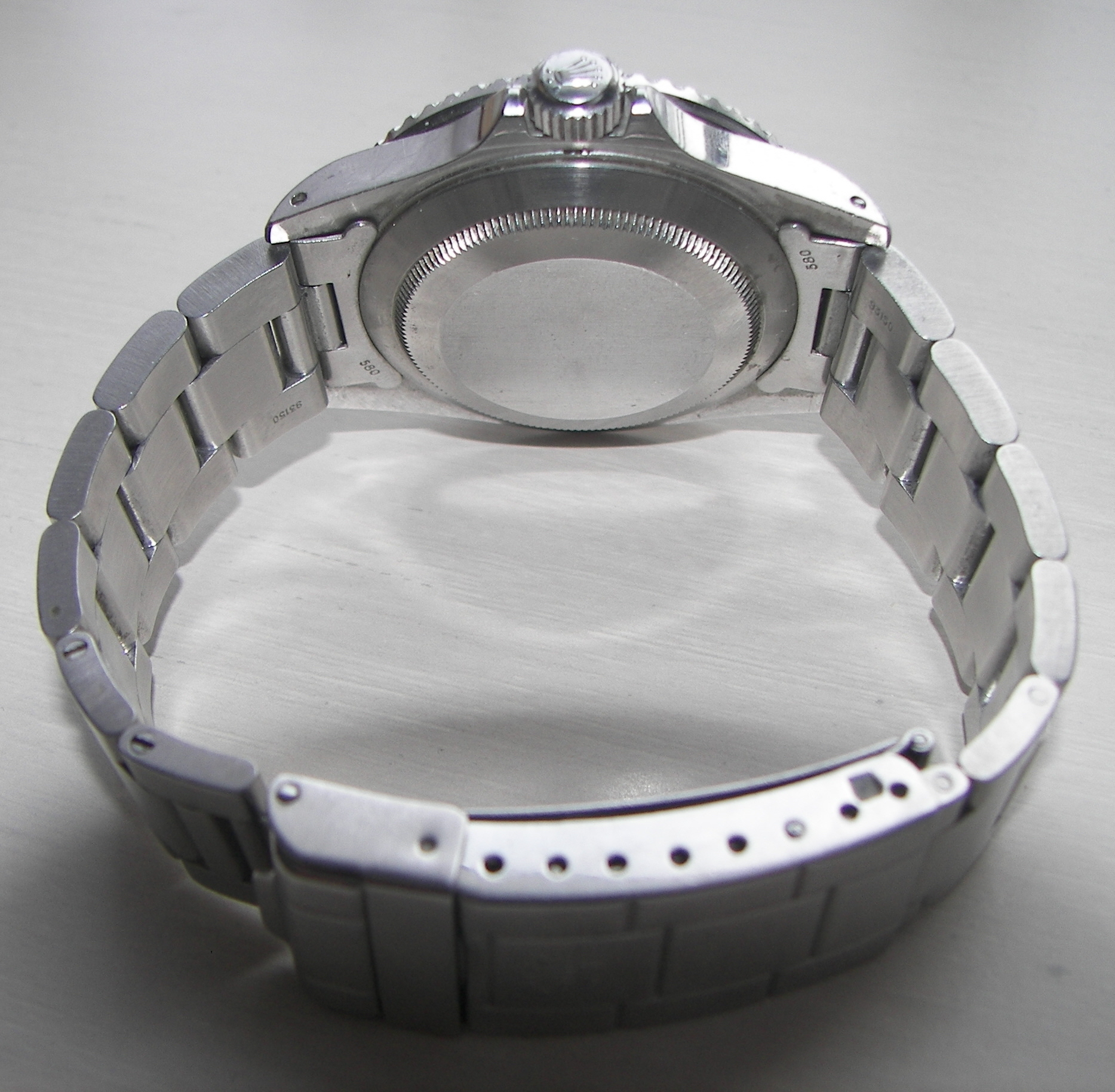
2008年之前的一款不銹鋼勞力士潛水錶

勞力士潛水錶在1953年開始生產，並在1954年的巴塞爾國際鐘錶珠寶展上公開展示。最初的編號是6204或6205。1954年，勞力士生產了少量編號為6200的潛水錶。這些潛水錶也是第一款使用賓士針的潛水錶，並且具有比6204和6205更大的上鍊錶冠。
1960年代初期，這些款型被5508（小錶冠）和5510（大錶冠）替代。所有這些早期的潛水錶都在錶盤上使用鍍金（6200、6204、6205）或鍍銀（6536、6538）印刷。鐳塗料則用於錶針發光。
在此後的40年，勞力士潛水錶不斷更新，提升了防水性能，並使用新機芯，做出細微外觀調整。為慶祝50週年，勞力士在2003年推出了潛水錶50週年紀念款。後於2010年停止生產紀念款。2008年，勞力士為潛水錶日誌型推出了新的GMT II外觀。
自1970年開始，勞力士為法國潛水公司COMEX提供了具有排氦閥功能的特別款。
在2012年的巴塞爾鐘錶展上，勞力士更新了潛水錶114060款，以取代14060M款。
2020年，勞力士推出了一款新的潛水錶錶殼，直徑為41毫米。同年兩款新機芯亦適用於新的41毫米型號。

## 占士邦
勞力士潛水錶多次出現在占士邦系列電影。肖恩·康纳利在他的前4部電影中佩戴了6538款的潛水錶。在《鐵金剛勇破神秘島》和《鐵金剛勇破間諜網》中，勞力士潛水錶配以皮質錶帶出場。佐治·拉辛比在《鐵金剛勇破雪山堡》中佩戴了潛水錶的5513款。但從《新鐵金剛之金眼睛》開始，占士邦改用歐米茄海馬系列。

## 外部連結
- Rolex:Submariner （页面存档备份，存于）
- Rolex Submariner Ref. 114060 Review （页面存档备份，存于）